# 冨山和彦
冨山 和彦（とやま かずひこ、1960年〈昭和35年〉4月15日 - ）は、日本の経営コンサルタント、経営者。

## 概要
株式会社経営共創基盤代表取締役CEO。主な兼職として、パナソニック社外取締役、東京電力ホールディングス社外取締役、産業革新投資機構社外取締役。経済同友会副代表幹事。財務省財政制度など審議会委員、内閣府税制調査会特別委員、内閣官房まち・ひと・しごと創生会議有識者、内閣府総合科学技術・イノベーション会議基本計画専門調査会委員、金融庁スチュワードシップ・コードおよびコーポレートガバナンス・コードのフォローアップ会議委員、経済産業省産業構造審議会新産業構造部会委員他。近著に、『なぜローカル経済から日本は甦るのか GとLの経済成長戦略』『選択と捨象』『決定版 これがガバナンス経営だ!』『AI経営で会社は甦る』他。

## 経歴
東京都出身。筑波大学附属駒場中学校・高等学校、東京大学法学部卒業。1985年3月にボストン・コンサルティング・グループ (BCG) に入社した。翌1986年にはコーポレイト・ディレクションの設立に携わることになり、設立後は経営戦略の立案やその実行支援を担当。1990年にスタンフォード大学Master of Business Administration取得。2001年にはコーポレイト・ディレクションの代表取締役社長に就任した。コーポレイトディレクションではアキヤマ印刷の再生や日本リース不動産部門の売却シナリオ作成に貢献したとされる。
政府の打診により、2003年4月からは産業再生機構の設立に参画、代表取締役専務兼業務執行最高責任者 (COO) を務めた。同機構は合計41社の支援決定を行った。
2007年、コンサルティング・企業再生を取り扱う株式会社経営共創基盤 (IGPI) を設立し代表取締役CEOに就任、同社は関東自動車・茨城交通・福島交通や岩手県北自動車、浄土ヶ浜パークホテル、パイオニアなどの再生支援、ネクステック社やパシフィックホールディングス社等を手掛けていたが、2009年9月、政府の「JAL再生タスクフォース」サブリーダーへの就任を機にJALグループの再建に専念するため、代表取締役CEOを退任し取締役となった。その後、同年12月4日付けで再び代表取締役CEOに就任した。また、朝日新聞やオムロン社外取締役にも就任。2009年4月にはレッドホース社のアドバイザリーボードメンバーも務める。2011年11月より文部科学省・科学技術・学術審議会基本計画特別委員会委員。2013年4月、経済同友会副代表幹事に就任。2021年10月には「新しい資本主義実現会議」有識者に就任した。2022年5月には日本取締役協会の会長に就任した。スタンフォード大学経営大学院 (GSB) の日本人同窓会会長も務めていた。

## 人物
- コーポレイトディレクション、産業再生機構での実績から企業再生のスペシャリストとして取り上げられる。これはバブル崩壊の時期にコーポレイトディレクションが経営難に陥った経験が生きている[4]。
- 日本の大学についてグローバルな人材を育成するごく一部のトップクラスのG型大学以外のローカルなL型大学は職業訓練所に特化すべきとしている。また、著書とインタビューにおいては企業とのコンサルタントにおける人間性や人間力の重要性を説き、「腹に落ちるようなコミュニケーション」をとるため、現場を重視することを唱えている[5]。
- マネックス証券の松本大とは『この国を作り変えよう 日本を再生させる10の提言』という共著がある志を同じくする経済界の盟友で家族ぐるみの付き合いがある。

## テレビ番組
- 日経スペシャル ガイアの夜明け 過去の栄光を捨てろ! 〜企業再生のサムライたち〜（2004年5月11日、テレビ東京）[6]。
- 日経スペシャル カンブリア宮殿 「再生請負人が語る企業の赤信号 ～あなたの会社は大丈夫か？～」（2006年11月20日、テレビ東京）- 産業再生機構 専務兼COOとして出演[7]。

## 著作

### 2000年代
- 『指一本の執念が勝負を決める』（ファーストプレス、2007年）ISBN 4903241491
- 『会社は頭から腐る―あなたの会社のよりよい未来のために「再生の修羅場からの提言」』（ダイヤモンド社、2007年）ISBN 4478000700
- 松本大との共著『この国を作り変えよう 日本を再生させる10の提言』（講談社、2008年）ISBN 4062150522
- 産業再生機構編、共著『事業再生の実践』第I巻〜第III巻（商事法務、2006年）ISBN 4785713585,4785713593,4785713607

### 2010年代
- 『「決断できないリーダー」が会社を潰す』（PHP研究所、2010年）ISBN 4569674097
- 日本取締役協会編、共著『独立取締役ハンドブック』（中央経済社、2010年）ISBN 4502993905
- 『カイシャ維新』（朝日新聞出版、2010年）ISBN 4022507705
- 竹中平蔵との共著『日本経済・今度こそオオカミはやってくる』（PHP研究所、2011年）ISBN 4569799396
- 『「挫折力」一流になれる50の思考・行動術』（PHP研究所、2011年）ISBN 4569791964
- 波頭亮との共著『プロフェッショナルコンサルティング』（東洋経済新報社、2011年）ISBN 4492556915
- 『IGPI流 経営分析のリアル・ノウハウ』（PHP研究所、2012年）ISBN 4569800785
- 『30代が覇権を握る 日本経済』（PHP研究所、2012年）ISBN 4569804985
- 『結果を出すリーダーはみな非情である』（ダイヤモンド社、2012年）ISBN 4478021473
- 日本取締役協会編、共著『独立取締役の基礎知識』（中央経済社、2012年）ISBN 4502062804
- 岸本光永との共著『リーダーのための戦略思考』（日本経済新聞出版社、2012年）ISBN 4532318637
- 『IGPI流 セルフマネジメントのリアル・ノウハウ』（PHP研究所、2012年）ISBN 4569809103
- 『IGPI流ビジネスプランニングのリアル・ノウハウ』PHP研究所〈PHPビジネス新書〉、2015年4月。ISBN 978-4-569-81521-3。 - 経営共創基盤との共著。
- 『選択と捨象 「会社の寿命10年」時代の企業進化論』朝日新聞出版、2015年6月。ISBN 978-4-02-331419-1。
- 『地方消滅 創生戦略篇』中央公論新社〈中公新書〉、2015年8月。ISBN 978-4-12-102333-9。 - 増田寛也との共著。
- 『これがガバナンス経営だ! 決定版 ストーリーで学ぶ企業統治のリアル』東洋経済新報社、2015年12月。ISBN 978-4-492-53373-4。 - 澤陽男との共著。
- 『IGPI流ローカル企業復活のリアル・ノウハウ』PHP研究所〈PHPビジネス新書〉、2016年2月。ISBN 978-4-569-82965-4。
- 『有名企業からの脱出 あなたの仕事人生が"手遅れ"になる前に』幻冬舎、2016年10月。ISBN 978-4-344-03020-6。
- 『AI経営で会社は甦る』文藝春秋、2017年3月。ISBN 978-4-16-390624-9。
- 『〈図解〉IGPI流経営分析のリアル・ノウハウ』PHP研究所、2018年5月。ISBN 978-4-569-84057-4。
- 『社長の条件』文藝春秋、2019年5月。ISBN 978-4-16-391018-5。 - 中西宏明との共著。
- 『「競争力×稼ぐ力」を強くする生産性革命 日本企業が「グローバル」「ローカル」で勝つために大切なこと』生産性出版、2019年6月。ISBN 978-4-8201-2093-3。 - 木村尚敬、沼田俊介、浜村伸二との共著。

### 2020年代
- 『コロナショック・サバイバル 日本経済復興計画』文藝春秋、2020年5月。ISBN 978-4-16-391229-5。
- 『コーポレート・トランスフォーメーション 日本の会社をつくり変える』文藝春秋、2020年6月。ISBN 978-4-16-391233-2。
- 『リーダーの「挫折力」 「不連続な変化の時代」を生き抜く』PHP研究所、2021年3月。ISBN 978-4-569-84900-3。
- 『新L型経済 コロナ後の日本を立て直す』KADOKAWA〈角川新書〉、2021年4月。ISBN 978-4-04-082391-1。 - 田原総一朗との共著。
- 『DXのリアル・ノウハウ IGPI流』PHP研究所〈PHPビジネス新書〉、2021年7月。ISBN 978-4-569-84851-8。 - 望月愛子との共著。